# Soufian El Hassnaoui
Soufian El Hassnaoui (* 28. Oktober 1989 in Ede, Gelderland) ist ein marokkanischer Fußballspieler. Er spielt auf der Position eines Stürmers.

## Karriere
Der im gelderländischen Ede geborene El Hassnaoui steht seit 2008 im Profikader der VBV De Graafschap in Doetinchem. In seiner ersten Saison kam er in der Eredivisie nicht zum Einsatz, trug nach dem Abstieg jedoch in der Eerste Divisie mit fünf Toren in 22 Spielen zum direkten Wiederaufstieg der Gelderländer bei. Zu Anfang der Saison 2010/11 kam er in der Eredivisie nur viermal zum Einsatz, danach setzte ihn eine schwere Knieverletzung außer Gefecht. Zur Spielzeit 2011/12 kam er zurück in den Kader und neben Rydell Poepon in die Stammformation der Superboeren. Am zweiten Spieltag erzielte El Hassnaoui seinen ersten Treffer in der höchsten Spielklasse, die zwischenzeitliche 2:0-Führung im Auswärtsspiel beim 2:2-Unentschieden gegen FC Utrecht. Sein Vertrag wurde wenige Tage später um zwei Jahre bis 2014 verlängert. Nach Ablauf des Vertrages wechselte er zu Heart of Midlothian nach Schottland, wo er für drei Jahre unterschrieb.